# Fußball-Verbandspokal 2024/25 (Frauen)
Über den Fußball-Verbandspokal 2024/25 werden die Teilnehmer der 21 Landesverbände des DFB am DFB-Pokal der Frauen 2025/26 ermittelt. Die Sieger der Verbandspokale sind zur Teilnahme an der ersten Runde des DFB-Pokals berechtigt. Zweite Mannschaften dürfen nicht am DFB-Pokal teilnehmen. Sollte ein Aufsteiger in die 2. Bundesliga den Verbandspokal gewonnen haben, rückt der unterlegene Finalist nach.

## Endspielergebnisse
Die Tabelle gibt eine Übersicht über die Verbandspokal-Endspiele der Saison 2024/25. Die Mannschaft, die sich für den DFB-Pokal qualifiziert hat, ist fett dargestellt. Die Abkürzungen hinter den Vereinsnamen stehen für die Spielklassenzuordnung der gleichen Saison: RL = Regionalliga; OL = Oberliga; VL = Verbandsliga; LL = Landesliga; BL = Bezirksliga. Die folgende römische Zahl gibt die Ligenebene an. Bei der drittklassigen Regionalliga wird darauf verzichtet.
| Verband / Pokal                               | Termin   | Sieger                            | Ergebnis | Finalist                                 | Ort                | Stadion                      |
| --------------------------------------------- | -------- | --------------------------------- | -------- | ---------------------------------------- | ------------------ | ---------------------------- |
| Baden Sport-Lines Pokal der Frauen            | 29. Mai  | Karlsruher SC (RL)                | 10:0     | TSV Amicitia Viernheim (VL / V)          | Sinsheim           | Konrad-Scheidel-Sportanlage  |
| Bayern BFV-Verbandspokal                      | 29. Mai  | SpVgg Greuther Fürth (OL / IV)    | 5:2      | FFC Wacker München (RL)                  | Fürth              | Julius-Hirsch-Sportzentrum   |
| Berlin Polytan-Pokal                          | 8. Juni  | FC Viktoria Berlin (RL) 1         | 10:1     | Borussia Pankow (VL / IV)                | Berlin             | Volkspark Mariendorf         |
| Brandenburg AOK-Landespokal                   | 18. Mai  | FSV Babelsberg 74 (LL / IV)       | 4:1      | Blau-Weiß Beelitz (LL / IV)              | Fürstenwalde       | Spree-Arena                  |
| Bremen Lotto-Pokal der Frauen                 | 23. Mai  | ATS Buntentor (RL)                | 3:1      | TV Eiche Horn Bremen (VL / IV)           | Bremen             | Marko-Mock-Arena             |
| Hamburg Lotto-Pokal der Frauen                | 29. Mai  | SC Victoria Hamburg (OL / IV)     | 3:2      | FC St. Pauli (RL)                        | Hamburg            | Stadion Hoheluft             |
| Hessen Hessenpokal                            | 14. Juni | Kickers Offenbach (RL)            | 2:0      | Sportfreunde Blau-Gelb Marburg (OL / IV) | Bad Hersfeld       | Hessen-Stadion in der Oberau |
| Mecklenburg-Vorpommern Polytan-Cup            | 1. Mai   | 1. FC Neubrandenburg (VL / IV)    | 4:0      | FSV 02 Schwerin (VL / IV)                | Neubrandenburg     | neu.sw-Stadion               |
| Mittelrhein FVM-Pokal                         | 29. Mai  | SC Fortuna Köln (RL)              | 3:1      | DJK Südwest Köln (RL)                    | Troisdorf          | Aggerstadion                 |
| Niederrhein ARAG-Niederrheinpokal             | 1. Juni  | VfR Warbeyen (RL) 1               | 3:0      | TSV Solingen-Aufderhöhe (LL / V)         | Solingen           | Sportplatz Höher Heide       |
| Niedersachsen AOK NFV Pokal                   | 7. Juni  | Hannover 96 (RL)                  | 1:0      | SV TiMoNo (OL / IV)                      | Barsinghausen      | August-Wenzel-Stadion        |
| Rheinland Rheinlandpokal                      | 14. Juni | 1. FFC Montabaur (RL)             | 1:0      | SC 13 Bad Neuenahr (RL)                  | Asbach             | Karl-Meidl-Arena             |
| Saarland Wasgau C+C Frauen Saarland-Pokal     | 29. Mai  | SV Elversberg (RL)                | 1:0      | 1. FC Saarbrücken (RL)                   | St. Wendel         | Bosenbachstadion             |
| Sachsen Sachsenpokal (2024/25)                | 1. Mai   | RB Leipzig II (RL)                | 1:0      | BSG Chemie Leipzig (LL / IV) 2           | Kamenz             | Sportzentrum Deutschbaselitz |
| Sachsen-Anhalt Polytan FSA-Pokal              | 1. Mai   | 1. FC Magdeburg (RL)              | 4:1      | Hallescher FC (VL / IV)                  | Bitterfeld-Wolfen  | Jahnstadion                  |
| Schleswig-Holstein SHFV-Lotto-Pokal (2024/25) | 25. Mai  | Holstein Kiel (RL)                | 5:0      | Eichholzer SV (OL / IV)                  | Büdelsdorf         | Eiderstadion                 |
| Südbaden SBFV-Verbandspokal                   | 9. Juni  | FC Freiburg-St. Georgen (OL / IV) | 1:0      | ESV/PSV Freiburg (VL / V)                | Freiburg           | ESV-Sportzentrum             |
| Südwest Frauen-Verbandspokal Südwest          | 29. Mai  | 1. FSV Mainz 05 (RL) 1            | 6:1      | SC Siegelbach (RL)                       | Worms              | EWR-Arena                    |
| Thüringen Thüringenpokal                      | 1. Mai   | FC Carl Zeiss Jena II (RL)        | 15:0     | Saalfeld Titans (VL / IV) 3              | Bad Berka          | Ilmtalstadion                |
| Westfalen Westfalenpokal (2024/25)            | 1. Juni  | Borussia Dortmund (VL / IV)       | 2:0      | FC Schalke 04 (VL / IV)                  | Dortmund           | Stadion Rote Erde            |
| Württemberg Sport-Lines wfv-Pokal             | 29. Mai  | VfB Stuttgart (RL) 1              | 5:1      | VfL Herrenberg (OL / IV)                 | Korntal-Münchingen | Stadion Goethestraße         |